# Блеранкур
Блеранкур (фр. Blérancourt) насеље је и општина у североисточној Француској у региону Пикардија, у департману Ен (Пикардија) која припада префектури Лаон.
По подацима из 2011. године у општини је живело 1245 становника, а густина насељености је износила 115,28 становника/km². Општина се простире на површини од 10,8 km². Налази се на средњој надморској висини од 60 метара (максималној 159 m, а минималној 53 m).

## Демографија
| 1962. | 1968. | 1975. | 1982. | 1990. | 1999. | 2011. |
| ----- | ----- | ----- | ----- | ----- | ----- | ----- |
| 953   | 988   | 1.115 | 1.177 | 1.270 | 1.193 | 1.245 |

График промене броја становника у току последњих година